# 바이링배
바이링배(중국어 간체자: 百灵杯, 정체자: 百霊杯, 한자음: 백령배)는 국제위기연맹(国际围棋联盟), 구이저우성(贵州省) 인민정부가 주최하고 바이링 그룹(百灵企业集团)이 후원하는 세계바둑대회이다. 기전규모는 480만 위안이며 우승 상금은 180만 위안, 준우승 상금은 60만 위안이다. 제한시간 2시간 40분, 초읽기 1분 5회가 주어진다.
2018년 4회 대회부터 그동안 시행해 왔던 통합예선을 폐지하고, 국가별 시드에 의한 16강 토너먼트로 우승을 다툰다. 따라서 대회명도 '세계바둑오픈'에서 '세계바둑선수권대회'로 변경됐다. 대회규모가 축소되면서 상금도 우승 상금 100만위안(1억 7000만원), 준우승 상금 40만위안으로 감액됐다. 각국에 배정된 16강 티켓은 한국 4명, 중국 6명, 일본 4명, 대만 1명과 와일드카드 1명이다.

## 역대 우승자
| 회수 | 연도      | 우승            | 전적 | 준우승        |
| ---- | --------- | --------------- | ---- | ------------- |
| 1    | 2012-2013 | 저우루이양 五단 | 3-0  | 천야오예 九단 |
| 2    | 2014-2015 | 커제 四단       | 3-2  | 추쥔 九단     |
| 3    | 2016      | 천야오예 九단   | 3-1  | 커제 九단     |
| 4    | 2018-2019 | 커제 九단       | 2-0  | 신진서 九단   |